# Bob-Europameisterschaft 2006
Die Bob-Europameisterschaft 2006 wurde vom 20. bis 22. Januar 2006 im schweizerischen St. Moritz auf der dortigen Natureisbahn für die Zweierbob-Wettbewerbe der Männer und Frauen sowie für den Viererbob-Wettbewerb der Männer ausgetragen. Die EM wurde im Rahmen des sechsten von sieben Weltcup-Saisonrennen ausgetragen.

## Zweierbob Männer
Titelverteidiger Andre Lange hatte auf der schwer zu fahrenden Natureisbahn seine liebe Mühe und lag nach dem ersten Lauf nur auf dem vierten Platz. Allerdings fuhr er zusammen mit seinem Anschieber Kevin Kuske im zweiten Lauf Tagesbestzeit und konnte so seinen Titel verteidigen. Dadurch verwies der Thüringer die zwei Schweizer Bobs von Ivo Rüegg und Martin Annen auf die weiteren Plätze. Rene Spies, der sich nach dem ersten Lauf mit Platz drei noch Medaillenhoffnungen machen konnte, fiel durch einen deutlich schwächeren zweiten Lauf, in dem er nur die fünftbeste Zeit fuhr, noch auf Rang vier zurück. Der Österreicher Wolfgang Stampfer kämpfte sich durch die viertbeste Laufzeit im zweiten Durchgang von Rang zehn noch auf den fünften Platz vor.
| Rang | Bob                                           | Lauf 1      | Lauf 1 | Lauf 2        | Lauf 2 | Gesamt      |
| Rang | Bob                                           | Zeit        | Rang   | Zeit          | Rang   | Zeit        |
| ---- | --------------------------------------------- | ----------- | ------ | ------------- | ------ | ----------- |
| 1    | Deutschland Andre Lange Kevin Kuske           | 1:06,93 min | 4      | 1:06,17 min   | 1      | 2:13,10 min |
| 2    | Schweiz Ivo Rüegg Cédric Grand                | 1:06,74 min | 1      | 1:06,47 min   | 2      | 2:13,21 min |
| 3    | Schweiz Martin Annen Beat Hefti               | 1:06,77 min | 2      | 1:06,75 min   | 3      | 2:13,52 min |
| 4    | Deutschland Rene Spies Christoph Heyder       | 1:06,87 min | 3      | 1:06,88 min   | 5      | 2:13,75 min |
| 5    | Österreich Wolfgang Stampfer Klaus Seelos     | 1:07,27 min | 10     | 1:06,83 min   | 4      | 2:14,10 min |
| 6    | Schweiz Ralph Rüegg Roman Handschin           | 1:07,23 min | 8      | 1:06,89 min   | 6      | 2:14,12 min |
| 7    | Russland Alexander Subkow Dmitri Stjopuschkin | 1:06,98 min | 5      | 1:07,18 min   | 10     | 2:14,16 min |
| 8    | Deutschland Matthias Höpfner Marc Kühne       | 1:07,08 min | 6      | 1:07,09 min   | 8      | 2:14,17 min |
| 9    | Italien Simone Bertazzo Matteo Torchio        | 1:07,10 min | 7      | 1:07,10 min   | 9      | 2:14,20 min |
| 10   | Italien Fabrizio Tosini Samuele Romanini      | 1:07,25 min | 9      | 1:07,18 min   | 10     | 2:14,43 min |
| 11   | Russland Jewgeni Popow Alexei Wojewoda        | 1:07,44 min | 11     | 1:07,05 min   | 7      | 2:14,49 min |
| 12   | Russland Dmitri Abramowitsch Alexei Andrjunin | 1:07,58 min | 13     | 1:07,51 min   | 13     | 2:15,09 min |
| 13   | Niederlande Arend Glas Sybren Jansma          | 1:07,63 min | 14     | 1:07,60 min   | 14     | 2:15,23 min |
| 14   | Tschechien Ivo Danilevič Radek Řechka         | 1:07,76 min | 17     | 1:07,50 min   | 12     | 2:15,26 min |
| 15   | Lettland Gatis Guts Intars Dīcmanis           | 1:07,57 min | 12     | 1:07,84 min   | 17     | 2:15,41 min |
| 16   | Frankreich Bruno Mingeon Stephane Galbert     | 1:07,65 min | 15     | 1:07,78 min   | 16     | 2:15,43 min |
| 17   | Großbritannien Lee Johnston Dan Humphries     | 1:07,71 min | 16     | 1:07,73 min   | 15     | 2:15,44 min |
| 18   | Österreich Jürgen Loacker Johannes Wipplinger | 1:07,79 min | 18     | ausgeschieden | 18     | 1:07,79 min |
| 19   | Monaco Patrice Servelle Jeremy Bottin         | 1:07,81 min | 19     | ausgeschieden | 19     | 1:07,81 min |
| 20   | Niederlande Edwin van Calker César González   | 1:07,95 min | 20     | ausgeschieden | 20     | 1:07,95 min |
| 21   | Lettland Jānis Miņins Mārcis Rullis           | 1:08,00 min | 21     | ausgeschieden | 21     | 1:08,00 min |
| 22   | Italien Pasquale Caputi Stefano Bartocci      | 1:08,25 min | 22     | ausgeschieden | 22     | 1:08,25 min |
| 23   | Frankreich Mickael Serise David Rolet         | 1:08,31 min | 23     | ausgeschieden | 23     | 1:08,31 min |
| 24   | Tschechien Milos Vesely Martin Bohman         | 1:08,79 min | 24     | ausgeschieden | 24     | 1:08,79 min |

## Viererbob Männer
Nach dem Motto Beständigkeit siegt gewann der Schweizer Lokalmatador Martin Annen mit seiner Besatzung seinen ersten und einzigen Europameister-Titel auf der schwierig zu fahrenden Natureisbahn. Zwar fuhr er in keinem der beiden Läufe europäische Bestzeit, aber die Konkurrenz schaffte es nicht, zwei gleichmäßige Läufe hinzulegen. So fuhr der russische Titelverteidiger Alexander Subkow im ersten Durchgang europäische Bestzeit, erzielte aber im zweiten Durchgang nur die sechstbeste Zeit und fiel so noch auf den Bronzeplatz zurück. Der amtierende Olympiasieger Andre Lange hingegen konnte sich nach Rang drei im ersten Lauf noch auf den Silberrang mit der besten Laufzeit der Bobs aus Europa im zweiten Lauf verbessern. Dass die Bahn keine Fahrfehler verzieh, bekam der lettische Bob um Pilot Jānis Miņins zu spüren. Nach dem ersten noch in Medaillennähe auf Rang vier liegend, fielen die Letten durch die elftschnellste Zeit der europäischen Bobs noch auf den neunten Platz zurück.
| Rang | Bob                                                                                    | Lauf 1      | Lauf 1 | Lauf 2        | Lauf 2 | Gesamt      |
| Rang | Bob                                                                                    | Zeit        | Rang   | Zeit          | Rang   | Zeit        |
| ---- | -------------------------------------------------------------------------------------- | ----------- | ------ | ------------- | ------ | ----------- |
| 1    | Schweiz Martin Annen Thomas Lamparter Beat Hefti Cédric Grand                          | 1:05,63 min | 2      | 1:05,13 min   | 2      | 2:10,76 min |
| 2    | Deutschland Andre Lange Martin Putze René Hoppe Kevin Kuske                            | 1:05,73 min | 3      | 1:05,09 min   | 1      | 2:10,82 min |
| 3    | Russland Alexander Subkow Dmitri Stjopuschkin Alexei Seliwerstow Sergei Golubew        | 1:05,50 min | 1      | 1:05,39 min   | 6      | 2:10,89 min |
| 4    | Schweiz Ivo Rüegg Christian Äbli Andi Gees Roman Handschin                             | 1:06,01 min | 7      | 1:05,23 min   | 3      | 2:11,24 min |
| 5    | Deutschland René Spies Enrico Kühn Alexander Metzger Christoph Heyder                  | 1:05,97 min | 5      | 1:05,30 min   | 5      | 2:11,27 min |
| 6    | Schweiz Martin Galliker Elmar Schaufelberger Olexander Streltsov Juerg Egger           | 1:06,11 min | 9      | 1:05,29 min   | 4      | 2:11,40 min |
| 7    | Italien Simone Bertazzo Samuele Romanini Matteo Torchio Omar Sacco                     | 1:06,00 min | 6      | 1:05,41 min   | 7      | 2:11,41 min |
| 8    | Deutschland Matthias Höpfner Andreas Barucha Marc Kühne Ronny Listner                  | 1:06,10 min | 8      | 1:05,48 min   | 8      | 2:11,58 min |
| 9    | Lettland Jānis Miņins Mārcis Rullis Jānis Ozols Intars Dīcmanis                        | 1:05,92 min | 4      | 1:05,66 min   | 11     | 2:11,58 min |
| 10   | Großbritannien Lee Johnston Karl Johnston Martin Wright Dan Humphries                  | 1:06,16 min | 10     | 1:05,63 min   | 10     | 2:11,79 min |
| 11   | Italien Fabrizio Tosini Luca Ottolino Antonio De Sanctis Giorgio Morbidelli            | 1:06,31 min | 13     | 1:05,55 min   | 9      | 2:11,86 min |
| 12   | Polen Dawid Kupczyk Mariusz Latkowski Marcin Andrzej Płachetai Michał Zblewski         | 1:06,18 min | 11     | 1:05,73 min   | 13     | 2:11,91 min |
| 13   | Österreich Wolfgang Stampfer Klaus Seelos Gerhard Köhler Leonhard Bergmüller           | 1:06,18 min | 11     | 1:05,80 min   | 15     | 2:11,98 min |
| 14   | Russland Jewgeni Popow Alexei Wojewoda Pjotr Makartschuk Filipp Jegorow                | 1:06,46 min | 15     | 1:05,79 min   | 14     | 2:12,25 min |
| 15   | Tschechien Ivo Danilevič Martin Bohman Milos Vesely Radek Řechka                       | 1:06,64 min | 17     | 1:05,70 min   | 12     | 2:12,34 min |
| 16   | Frankreich Bruno Mingeon Christophe Fouquet Pierre-Alain Menneron Alexandre Vanhoutte  | 1:06,38 min | 14     | 1:06,33 min   | 18     | 2:12,71 min |
| 17   | Frankreich Mickael Serise Alexandre Baehr Loic Rubio David Rolet                       | 1:06,47 min | 16     | 1:06,32 min   | 17     | 2:12,79 min |
| 18   | Niederlande Arend Glas Vincent Kortbeek Arno Klaassen Sybren Jansma                    | 1:06,64 min | 17     | 1:06,18 min   | 16     | 2:12,82 min |
| 19   | Österreich Jürgen Loacker Johannes Wipplinger Andreas Pröller Jürgen Mayer             | 1:06,67 min | 19     | ausgeschieden | 19     | 1:06,67 min |
| 20   | Dänemark Tom Johansen Thomas Gronnemark Nicolai Hansen Petr Voigt                      | 1:06,73 min | 20     | ausgeschieden | 20     | 1:06,73 min |
| 21   | Russland Dmitri Abramowitsch Dmitri Trunenkow Alexander Tscherbakow Alexander Uschakow | 1:06,79 min | 21     | ausgeschieden | 21     | 1:06,79 min |
| 22   | Lettland Mihails Arhipovs Reinis Rozītis Martins Jurjaks Māris Bogdanovs               | 1:07,15 min | 22     | ausgeschieden | 22     | 1:07,15 min |

## Zweierbob Frauen
Bei der dritten Europameisterschaft der Frauen trug sich erstmals ein neuer Name in die Siegerlisten ein, nachdem Cathleen Martini die ersten zwei EM-Titel gewonnen hatte. Die amtierende Weltmeisterin von Calgary, Sandra Kiriasis, konnte mit Anschieberin Berit Wiacker nun auch ihren ersten EM-Titel erringen. Sie fuhr in beiden Läufen Bestzeit und verwies die bekannte Rennrodelolympiasiegerin Gerda Weißensteiner aus Italien auf den Silberrang. Dieser war nach dem ersten Lauf noch hart umkämpft, gleich drei Bobs lagen hinter Kiriasis mit der gleichen Zeit auf dem zweiten Rang. Da allerdings Titelverteidigerin Cathleen Martini als auch die Schweizerin Sabina Hafner einen deutlich schlechteren zweiten Lauf hinlegten, fielen beide Bobs letztlich sogar aus den Medaillenrängen. Sprichwörtlich lachende Dritte war die siebenfache Rennrodel- und zweifache Bobweltmeisterin Susi Erdmann, die in St. Moritz im Alter von 37 Jahren ihre letzte internationale Medaille erringen konnte.
| Rang | Bob                                                 | Lauf 1      | Lauf 1 | Lauf 2        | Lauf 2 | Gesamt      |
| Rang | Bob                                                 | Zeit        | Rang   | Zeit          | Rang   | Zeit        |
| ---- | --------------------------------------------------- | ----------- | ------ | ------------- | ------ | ----------- |
| 1    | Deutschland Sandra Kiriasis Berit Wiacker           | 1:09,10 min | 1      | 1:08,52 min   | 1      | 2:17,62 min |
| 2    | Italien Gerda Weißensteiner Jennifer Isacco         | 1:09,24 min | 2      | 1:08,73 min   | 2      | 2:17,97 min |
| 3    | Deutschland Susi Erdmann Anne Dietrich              | 1:09,31 min | 5      | 1:08,84 min   | 3      | 2:18,15 min |
| 4    | Deutschland Cathleen Martini Janine Tischer         | 1:09,24 min | 2      | 1:09,14 min   | 5      | 2:18,38 min |
| 5    | Schweiz Sabina Hafner Martina Feusi                 | 1:09,24 min | 2      | 1:09,17 min   | 6      | 2:18,41 min |
| 6    | Niederlande Eline Jurg Urta Rozenstruik             | 1:09,46 min | 8      | 1:09,01 min   | 4      | 2:18,47 min |
| 7    | Schweiz Maya Bamert Cora Huber                      | 1:09,57 min | 9      | 1:09,19 min   | 7      | 2:18,76 min |
| 8    | Niederlande Ilse Broeders Jeannette Pennings        | 1:09,41 min | 6      | 1:09,39 min   | 9      | 2:18,80 min |
| 9    | Großbritannien Nicole Minichiello Jacqueline Davies | 1:09,67 min | 10     | 1:09,20 min   | 8      | 2:18,87 min |
| 10   | Deutschland Claudia Schramm Stefanie Szczurek       | 1:09,43 min | 7      | 1:09,56 min   | 10     | 2:18,99 min |
| 11   | Russland Wiktorija Tokowaja Ljudmila Udobkina       | 1:09,84 min | 11     | 1:10,23 min   | 11     | 2:20,07 min |
| 12   | Italien Jessica Gillarduzzi Fabiana Mollica         | 1:09,99 min | 12     | 1:10,27 min   | 12     | 2:20,26 min |
| 13   | Russland Alewtina Kowalenko Natalja Iwaschenko      | 1:10,69 min | 13     | 1:10,66 min   | 13     | 2:21,35 min |
| 14   | Österreich Beate Silke Zeuner Christina Hengster    | 1:10,80 min | 14     | 1:10,70 min   | 14     | 2:21,50 min |
| 15   | Schweiz Isabel Baumann Regula Sterki                | 1:10,97 min | 15     | ausgeschieden | 15     | 1:10,97 min |
| 16   | Lettland Nellija Slegelmilha Elina Baltaisbrence    | 1:10,98 min | 16     | ausgeschieden | 16     | 1:10,98 min |
| 17   | Österreich Christine Muessiggang Claudia Renner     | 1:11,24 min | 17     | ausgeschieden | 17     | 1:11,24 min |

## Medaillenspiegel
| Platz | Nation      | Gold | Silber | Bronze |
| ----- | ----------- | ---- | ------ | ------ |
| 1     | Deutschland | 2    | 1      | 1      |
| 2     | Schweiz     | 1    | 1      | 1      |
| 3     | Italien     | —    | 1      | —      |
| 4     | Russland    | —    | —      | 1      |